# Länsväg Z 742

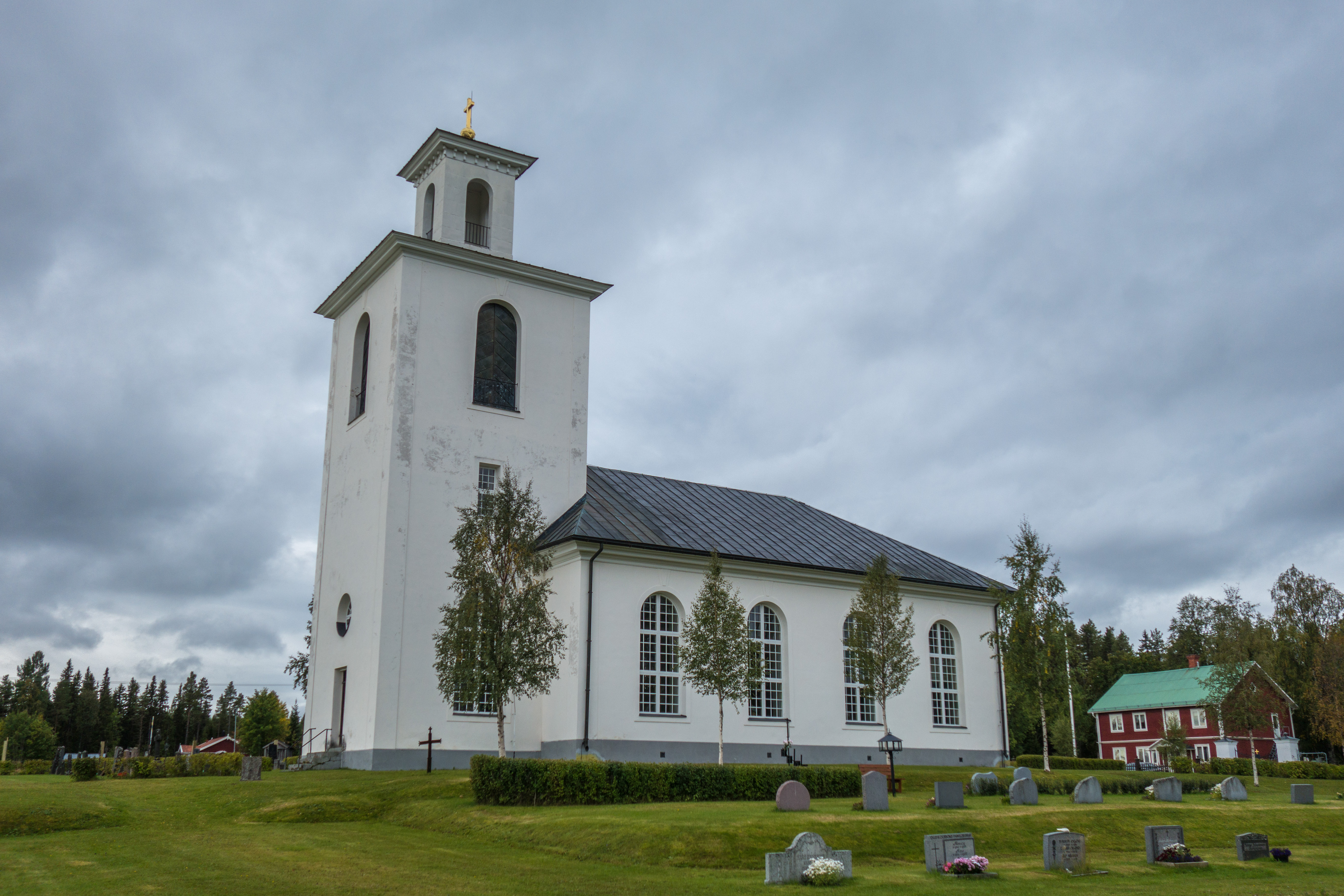
Kyrkås nya kyrka ligger vid sidan av länsväg Z 742, nära anslutningen till länsväg Z 743.

Länsväg Z 742 är en övrig länsväg i Östersunds kommun i Jämtlands län som går mellan Bringåsen (Riksväg 87) och Nyvik (Europaväg 45) i Kyrkås distrikt (Kyrkås socken). Vägen är 8 kilometer lång, asfalterad och passerar bland annat småorterna Lungre och Sjör.
Vägen ansluter till:
- Riksväg 87 (vid Bringåsen)
- Länsväg Z 743 (vid Kyrkås nya kyrka, Lungre)
- Europaväg 45 (vid Nyvik)